# До народа на Тексас и всички американци по света
„До народа на Тексас и всички американци по света“ (на английски: To the People of Texas & All Americans in the World) е открито писмо на командира на тексаските сили в битката при Аламо Уилям Барет Травис до американските заселници в Мексикански Тексас.
На 23 февруари 1836 мисионерският център Аламо в град Сан Антонио бил обсаден от мексикански войски, командвани от генерал Антонио Лопес де Санта Ана. Безспокоейки се, че неголемият гарнизон няма да може да отблъсне атаката, Травис написал писмото в очакване на подкрепление и доставка на оръжие за въстаниците. Писмото било връчено на куриера Албърт Мартин, който го доставил в Гонзалес. Той добавил към писмото малко текст, който да накара хората да пратят подкрепление в Аламо и после го връчил на Ланселот Смитърс. Смитър също добавил свой текст и го доставил до крайната точка на поръчката – гр. Остин. Местните издатели направили 700 копия на писмото и го издали в два големи тексаски вестника, като после се разпространило из САЩ и Европа. Отчасти благодарение на писмото хора от Тексас и САЩ се събрали в Гонзалес. От 39 до 90 успели да достигнат Аламо, когато той падал. Останалите формирали ядрото на армията, която разбила армията на Санта Ана в битката при Сан Хасинто.
След края на Тексаската революция писмото било предадено на семейството на Травис в Алабама, а през 1893 един негов потомък продал писмото на щата Тексас за 85 долара. Няколко десетилетия писмото било на открито в Тексаската щатска библиотека. Понастоящем оригиналът се пази, а на открито е копие на писмото, разположено пред портрета на Травис.